# Shawnee Hills (condado de Greene, Ohio)
Shawnee Hills é um lugar designado pelo censo localizado no condado de Greene no estado estadounidense de Ohio. No Censo de 2010 tinha uma população de 2.171 habitantes e uma densidade populacional de 283,76 pessoas por km².

## Geografia
Shawnee Hills encontra-se localizado nas coordenadas 39° 38′ 58″ N, 83° 47′ 19″ O. Segundo o Departamento do Censo dos Estados Unidos, Shawnee Hills tem uma superfície total de 7.65 km², da qual 6.92 km² correspondem a terra firme e (9.61%) 0.74 km² é água.

## Demografia
Segundo o censo de 2010, tinha 2.171 habitantes residindo em Shawnee Hills. A densidade populacional era de 283,76 hab./km². Dos 2.171 habitantes, Shawnee Hills estava composto pelo 97.01% brancos, 0.74% eram afroamericanos, 0.37% eram amerindios, 0.51% eram asiáticos, 0% eram insulares do Pacífico, 0.18% eram de outras raças e o 1.2% pertenciam a duas ou mais raças. Do total da população 0.88% eram hispanos ou latinos de qualquer raça.